# استان مرزق
مرزق یکی از استان‌های لیبی است.
مرکز این استان شهر مرزق است